# يوكيكو كاواساكي
يوكيكو كاواساكي (باليابانية: 川崎由紀子؛ بالكانا: かわさき ゆきこ) هي متزلجة فنية يابانية، ولدت في 31 يوليو 1977 في هوكايدو في اليابان.